# 惲巍
惲巍（1470年—？），字功甫，直隸常州府武進縣人，民籍，治《詩經》，明朝政治人物。

## 生平
應天府鄉試第五十名舉人。弘治十五年（1502年）中式壬戌科會試第三十五名，二甲第五十七名進士。

## 家族
曾祖惲克讓；祖父惲昹，旌表義民；父惲肇，遇例冠帶。前母蔣氏；母謝氏；繼母陳氏。永感下。